# Afzettingen van Eigenbilzen
De afzettingen van Eigenbilzen, in België de Formatie van Eigenbilzen (afkorting: Eg) genoemd, in Nederland het Laagpakket van Eigenbilzen (afkorting: RUEB), vormen een gesteentelaag in de ondergrond van delen van Nederland en het noordoosten van België. De afzettingen van Eigenbilzen zijn mariene zanden en kleien uit het Laat-Rupelien (Vroeg-Oligoceen, rond 29 miljoen jaar oud). Ze zijn genoemd naar Eigenbilzen in Belgisch Limburg.
De eenheid bestaat uit een tot 25 meter dik pakket glauconiethoudend, kleiig fijn zand, waarin fijne gelaagdheid en bioturbatie voorkomen. De afzettingen van Eigenbilzen worden gerekend tot de afzettingen van Rupel (in België de Rupel Groep, in Nederland de Formatie van Rupel) en liggen meestal met een erosievlak over de eveneens tot deze afzettingen behorende Boomse Klei. Boven op de afzetting van Eigenbilzen ligt ofwel het Zand van Voort (mariene zanden van Chattien ouderdom), ofwel jongere Miocene afzettingen.